# تل عبد العزيز
تل عبد العزيز قرية وبلدية في منطقة سلمية التابعة لمحافظة حماة في سورية. تقع شرق مدينة حماة.
تقع إلى الشمال الشرقي من مدينة سلمية وتبعد عن مركز محافظة حماة مسافة 45 كم عن طريق تل عبد العزيز – علي كاسون، ومسافة 65 كم عن طريق تل عبد العزيز – السلمية – حماة.

يبلغ عدد سكان القرية 1200 نسمة وعدد سكان البلدية 5350 نسمة.
تبلغ مساحة قرية تل عبد العزيز 18 ألف دونم مزروع أكثر من نصفها بأشجار الزيتون ويعمل معظم أهالي القرية بالزراعة التي تعتمد على الأمطار كما تبلغ مساحة المخطط التنظيمي 102 هكـتار. تتبع للبلدية قرى قبيبات والشهيب والدوسة وخنيفس الدوسة وأبو خنادق. وتشرف فنياً على قريتي الشهبا و السميرية. تبلغ مساحة المخططات التنظيمية 357 هكتار.